# Onthophagus poggii
Onthophagus poggii là một loài bọ cánh cứng trong họ Bọ hung (Scarabaeidae).